# 階級敵人
阶级敌人 ，是共产主义國家中常用的政治術語，用於指稱在阶级斗争中被視為處於敵對關係或敵對狀態的人或政治社會集團。這個術語主要源於马克思主义的阶级斗争理論，該理論認為社會存在著階級矛盾和階級鬥爭，而階級敵人即是指那些被認為是剝削階級或敵對階級的成員。
階級敵人這個術語在不同的共產主義國家可能會有不同的具體含義和應用。通常情況下，這一術語主要用於描述資產階級或其他被認為是敵對階級的成員，例如地主、富農、資本家或其他具有相對權力和財富的人。共產主義國家中，對於階級敵人的定義和追蹤監視可能會有一系列的法律、政策和制度。
階級敵人這一概念在歷史上的應用產生了一些爭議，一些批評者認為這種概念容易被濫用，並可能導致政治迫害和壓制反對派的行為。然而，支持者認為這一概念有助於維護共產主義國家的穩定和實現階級平等的目標。